# Juan María Agurto Muñoz
Juan María Agurto Muñoz OSM (ur. 19 lutego 1959 w Santiago) – chilijski duchowny rzymskokatolicki, od 2005 biskup Ancud.

## Życiorys
W 1977 wstąpił do zakonu serwitów. Studiował w seminarium w Santiago oraz na miejscowym Papieskim Uniwersytecie Katolickim.
Święcenia kapłańskie przyjął 18 grudnia 1986. Po dwóch latach posługi duszpasterskiej został wysłany do Rzymu i podjął studia mariologiczne na Papieskim Wydziale Teologicznym Marianum oraz studia z teologii duchowości na Papieskim Uniwersytecie Gregoriańskim. Po powrocie do kraju rozpoczął studia pedagogiczne na uniwersytecie Blas Cañas, jednocześnie pracując tam w charakterze wykładowcy mariologii. W 1996 został proboszczem w Coyhaique, zaś trzy lata później został prowikariuszem generalnym wikariatu apostolskiego Aysén.

### Episkopat
29 sierpnia 2000 papież Jan Paweł II mianował go biskupem koadiutorem diecezji Ancud. Sakry biskupiej udzielił mu 6 stycznia 2002 ówczesny biskup Ancud, Juan Luis Ysern. Rządy w diecezji objął 15 września 2005.